# Dhofar Salala
Dhofar Sports, Cultural, and Social Club (arab. نادي ظفار الرياضي الثقافي الاجتماعي) – omański klub piłkarski, grający obecnie w Omańskiej lidze, mający siedzibę w mieście Salala, czwartym co do wielkości miejscowości kraju. Został założony w 1968 roku jako Al-Shaab. 24 lipca 1970 przyjął obecną nazwę. Jeden z najbardziej utytułowany klub Omanu.

## Sukcesy
- Omańska liga: 10

1982/83, 1984/85, 1989/90, 1991/92, 1992/93, 1993/94, 1998/99, 2000/01, 2004/05, 2018/19
- Puchar Sułtana Qaboos: 2

1977, 1980, 1981, 1990, 1999, 2004, 2006
- Superpuchar Omanu: 2

1999, 2000